# خلية حبيبية
الخلية الحبيبية أو الخلية الجريبية هي خلية جسدية من الحبل الجنسي ترتبط ارتباطًا وثيقًا بتطور ونمو الأمشاج الأنثوية (البويضة أو الخلية البيضية) في مبيض الثدييات.

## التركيب والوظيفة
في جريب المبيض البدائي، وفي وقت لاحق من تطور الجريب (تكوّن الجريبات)، تتقدم الخلايا الحبيبية لتشكيل مبيض متعدد الطبقات يحيط بالبويضة في جريب ما قبل الإباضة أو جريب الغار (أو الجرافيان).
تشمل الوظائف الرئيسية للخلايا الحبيبية إنتاج مواد كيميائية ذات تأثير منشط جنسية، بالإضافة إلى عدد لا يحصى من عوامل النمو التي يُعتقد أنها تتفاعل مع البويضة أثناء تطورها. يبدأ إنتاج الستيرويد الجنسي بهرمون منشط للجريب (FSH) من الغدة النخامية الأمامية، محفزًا الخلايا الحبيبية لتحويل الأندروجينات (القادمة من الخلايا القاعية) إلى استراديول بواسطة الأروماتاز خلال المرحلة الجرابية من الدورة الشهرية. ومع ذلك، بعد الإباضة، تتحول الخلايا الحبيبية إلى خلايا لوتينية حبيبية تنتج البروجسترون. قد يحافظ البروجسترون على الحمل المحتمل ويسبب إنتاج مخاط عنق الرحم السميك الذي يمنع دخول الحيوانات المنوية إلى الرحم.

## الخلايا الحبيبية المبيضية في الحياة الجنينية
ما يزال الأصل الجنيني للخلايا الحبيبية مثيرًا للجدل. في السبعينيات، ظهر دليل على أن الخلايا الأولى التي اتصلت بالأوجنة كانت من أصل الكلوة الجنينية المتوسطة. اقترح العلماء أن الخلايا الكلوة المتوسطة المرتبطة بالفعل ارتباطًا وثيقًا بالأوجنة تكاثرت خلال التطور لتشكيل طبقة الخلايا الحبيبية. في الآونة الأخيرة، حاول سوير وزملاؤه تحدي هذه النظرية بالاعتماد على علم الأنسجة. افترضوا أن معظم الخلايا الحبيبية في الأغنام تتطور من خلايا الظهارة المتوسطة (أي الخلايا الظهارية من الظهارة السطحية المفترضة للمبيض). افتُرض في عام 2013، أن كلًا من الخلايا الحبيبية والخلايا الظهارية السطحية للمبيض مستمدة من خلية طليعية تسمى خلية شبيهة بالغدد التناسلية.

## أنواع الخلايا الحبيبية
الخلايا الركامية (CC)، والخلايا الحبيبية الجدارية (MGC).
تحيط خلايا الركامية بالبويضة. توفر العناصر الغذائية للبويضة وتؤثر على تطور البويضة بطريقة نظيرة صماوية. تصطف الخلايا الحبيبية الجدارية حول الجدار المسامي وتحيط بالغار المليء بالسائل. تفرز البويضة العوامل التي تحدد الاختلافات الوظيفية بين الخلايا الركامية والخلايا الحبيبية الجدارية. تدعم الخلايا الركامية بشكل أساسي نمو وتطور البويضة، بينما تخدم الخلايا الحبيبية الجدارية بشكل أساسي وظيفة الغدد الصماء وتدعم نمو الجريب. تساعد الخلايا الركامية في تطوير البويضات وتظهر تعبيرًا أعلى عن SLC38A3، وهو ناقل للأحماض الأمينية، وإنزيمات Aldoa وEno1 وLdh1 وPfkp وPkm2 وTpi1 المسؤولة عن تحلل السكر. تعتبر الخلايا الحبيبية الجدارية أكثر نشاطًا من الناحية الستيرويدية ولديها مستويات أعلى من تعبير الرنا المرسال للأنزيمات الستيرويدية مثل السيتوكروم P450. تنتج الخلايا الحبيبية الجدارية كمية متزايدة من هرمون الاستروجين مما يؤدي إلى زيادة الهرمون اللوتيني LH. بعد اندفاع الهرمون اللوتيني، يزداد عدد الخلايا الركامية، إذ تتكاثر بمعدل أعلى بعشرة أضعاف من الخلايا الحبيبية الجدارية استجابةً لهرمون FSH. أثناء نموها، تنتج الخلايا الركامية أيضًا وسط مخاطي مطلوب للإباضة.

## زراعة الخلايا
يمكن إجراء زراعة الخلايا للخلايا الحبيبية في المختبر. تلعب كثافة الطلاء (عدد الخلايا لكل حجم من الوسط المزروع) دورًا حاسمًا في التمايز. كثافة الطلاء المنخفضة تجعل الخلايا الحبيبية تنتج هرمون الاستروجين، في حين أن كثافة الطلاء العالية تجعلها تنتج هرمون البروجسترون الذي ينتج خلايا كيسية لوتينية.

## شيخوخة المبيض
في أنثى القرد الريسوسي، تزداد فواصل الحمض النووي المزدوجة في الخلايا الحبيبية مع تقدم العمر، وتتضاءل القدرة على إصلاح هذا الانكسار مع تقدم العمر. قد تساهم هذه التغييرات على مستوى الحمض النووي في الخلايا الحبيبية في شيخوخة المبيض.